# UB40/Auszeichnungen für Musikverkäufe

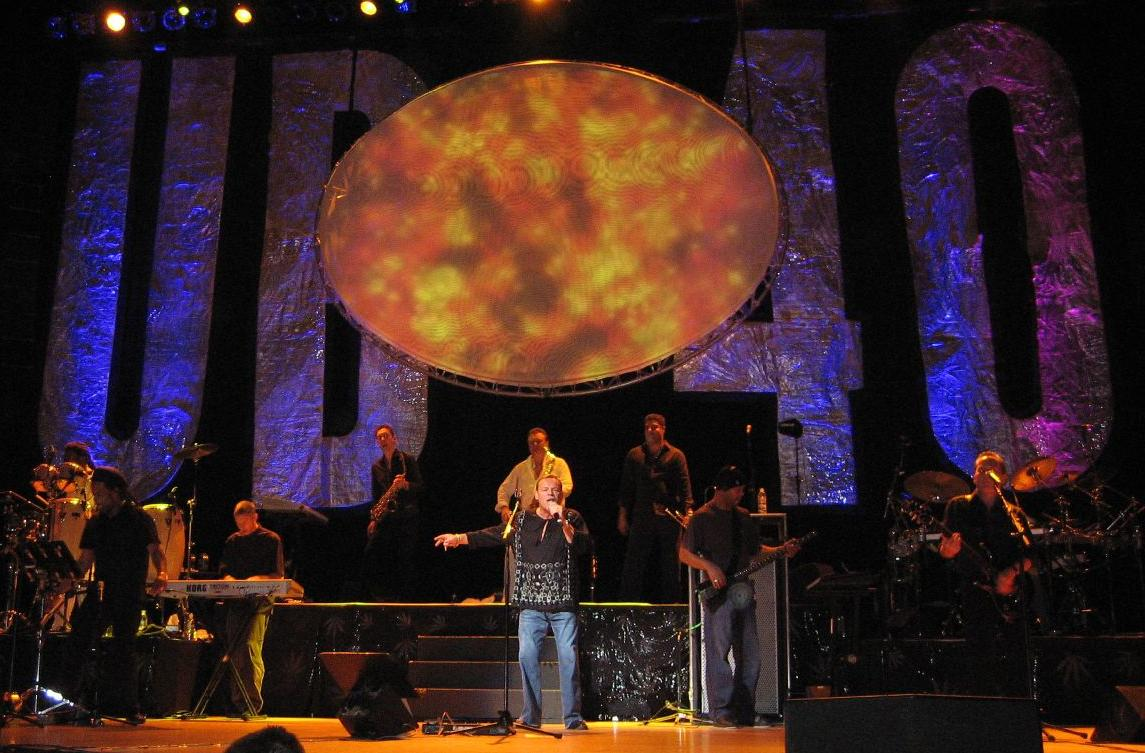
UB40 (2006)

Dies ist eine Übersicht über die Auszeichnungen für Musikverkäufe der englischen Pop- und Reggae-Band UB40. Die Auszeichnungen finden sich nach ihrer Art (Gold, Platin usw.), nach Staaten getrennt in chronologischer Reihenfolge, geordnet sowie nach den Tonträgern selbst, ebenfalls in chronologischer Reihenfolge, getrennt nach Medium (Alben, Singles usw.), wieder.

## Auszeichnungen
| - Frankreich - 1990: für die Single The Way You Do the Things You Do - 1991: für die Single Homely Girl - 1993: für die Single (I Can’t Help) Falling in Love with You - Vereinigtes Königreich - 1980: für die Single King / Food for Thought - 1985: für die Single Don’t Break My Heart - 1985: für das Album Geffery Morgan … - 2013: für das Album Guns in the Ghetto - 2018: für das Album A Real Labour of Love - 2019: für das Album Red Red Wine - The Essential - 2023: für die Single Cherry Oh Baby - 2023: für die Single Homely Girl - 2025: für die Single Rat In Mi Kitchen - 2025: für das Album Essential - 2025: für die Single Many Rivers to Cross - 2025: für die Single One in Ten - Argentinien - 2007: für das Album The Best of UB40 – Volumes 1 & 2 - Australien - 1991: für die Single Here I Am (Come and Take Me) - 1992: für die Single Kingston Town - 1993: für das Album Promises and Lies - Dänemark - 2001: für das Album The Very Best of UB40 1980–2000 - 2022: für die Single Red Red Wine - Deutschland - 1988: für das Album Labour of Love - 1998: für das Album The Best of UB40 – Volume One - 1990: für die Single Kingston Town - Frankreich - 1990: für die Single Kingston Town - 2002: für die Single Cover Up - Japan - 1993: für die Single (I Can’t Help) Falling in Love with You - Kanada - 1984: für die Single Red Red Wine - 1987: für das Album Rat in the Kitchen - 1991: für das Album Labour of Love II - Neuseeland - 1981: für das Album Signing Off - 1981: für die Single King / Food for Thought - 1987: für das Album Rat in the Kitchen - 1989: für das Album UB40 - 1991: für die Single I’ll Be Your Baby Tonight - 2004: für das Videoalbum Homegrown in Holland - 2006: für das Album Who You Fighting For? - 2008: für das Videoalbum Live at Montreux 2002 - Niederlande - 1983: für die Single Red Red Wine - 1983: für das Album UB40 Live - 1984: für das Album Present Arms - 1986: für die Single Sing our own Song - 1986: für die Single I Got You Babe - 1987: für das Album Rat in the Kitchen - 1989: für das Album UB40 - 2005: für das Videoalbum Live at Montreux 2002 - Österreich - 1994: für das Album Promises and Lies - 1994: für das Videoalbum Homegrown in Holland - Schweden - 1990: für das Album Labour of Love II - 1993: für das Album Promises and Lies - 1997: für das Album The Best of UB40 – Volume One - Spanien - 2024: für die Single Red Red Wine - 2025: für die Single (I Can’t Help) Falling in Love with You - Vereinigte Staaten - 1989: für die Single Red Red Wine - 1991: für die Single The Way You Do the Things You Do - Vereinigtes Königreich - 1982: für das Album UB44 - 1985: für die Single I Got You Babe - 1986: für das Album Baggariddim - 1986: für das Album Rat in the Kitchen - 1994: für das Album Labour of Love Vol. I & II - 1998: für das Album UB40 - 1998: für das Album Labour of Love III - 2013: für das Videoalbum The Collection - 2013: für das Album Love Songs - 2013: für das Album Best of Labour of Love - 2023: für das Album Unplugged | - Frankreich - 1991: für das Album The Best of UB40 – Volume One - Argentinien - 1992: für das Album The Best of UB40 – Volume One - Australien - 1992: für das Album Labour of Love II - 1992: für das Album The Best of UB40 – Volume One - Deutschland - 1993: für die Single (I Can’t Help) Falling in Love with You - 1994: für das Album Promises and Lies - Europa - 2001: für das Album The Very Best of UB40 1980–2000 - Frankreich - 1994: für das Album Promises and Lies - Kanada - 1984: für das Album Labour of Love - 1994: für das Album Promises and Lies - Neuseeland - 1995: für das Album Labour of Love Vol. I & II - 1999: für das Album Labour of Love III - 2004: für das Videoalbum The Collection - 2021: für die Single I Got You Babe - 2022: für die Single Here I Am (Come and Take Me) - 2025: für das Album Love Songs - Niederlande - 1984: für das Album Labour of Love - 1988: für das Album The Best of UB40 – Volume One - 1990: für das Album Labour of Love II - 1994: für das Album Promises and Lies - 2001: für das Album The Very Best of UB40 1980–2000 - Schweiz - 1991: für das Album Labour of Love II - 1994: für das Album Promises and Lies - Spanien - 1992: für das Album Labour of Love II - Vereinigte Staaten - 1988: für das Album Labour of Love - 1991: für das Album Labour of Love II - 1993: für das Album Promises and Lies - 1993: für die Single (I Can’t Help) Falling in Love with You - Vereinigtes Königreich - 1981: für das Album Signing Off - 1982: für das Album Present Arms - 1993: für die Single (I Can’t Help) Falling in Love with You - 1995: für das Album The Best of UB40 – Volume Two - 2015: für das Album Labour of Love I, II & III (The Platinum Collection) - 2017: für das Album Red Red Wine – The Collection - 2021: für das Album The Best of UB40 – Volumes 1 & 2 - 2023: für die Single Kingston Town | - Australien - 1993: für die Single (I Can’t Help) Falling in Love with You - Frankreich - 1991: für das Album Labour of Love II - Neuseeland - 1996: für das Album The Best of UB40 – Volume Two - 2023: für die Single The Way You Do the Things You Do - 2024: für die Single (I Can’t Help) Falling in Love with You - 2024: für die Single Homely Girl - Vereinigtes Königreich - 1985: für das Album Labour of Love - 1994: für das Album Promises and Lies - 2022: für die Single Red Red Wine - Neuseeland - 1987: für das Album Labour of Love - 1994: für das Album Promises and Lies - 2005: für das Album Labour of Love I, II & III (The Platinum Collection) - 2024: für die Single Kingston Town - Spanien - 1993: für das Album Promises and Lies - Vereinigtes Königreich - 1993: für das Album Labour of Love II - Vereinigtes Königreich - 2024: für das Album The Very Best of UB40 1980–2000 - Neuseeland - 2016: für das Album The Very Best of UB40 1980–2000 - Neuseeland - 1991: für das Album Labour of Love II - Vereinigtes Königreich - 1997: für das Album The Best of UB40 – Volume One - Neuseeland - 2025: für die Single Red Red Wine - Neuseeland - 1994: für das Album The Best of UB40 – Volume One |

## Auszeichnungen nach Alben

### Signing Off
| Land/Region                  | Auszeichnungen für Musikverkäufe (Land/Region, Auszeichnung, Verkäufe) | Verkäufe |
| ---------------------------- | ---------------------------------------------------------------------- | -------- |
| Neuseeland (RMNZ)            | Gold                                                                   | 10.000   |
| Vereinigtes Königreich (BPI) | Platin                                                                 | 300.000  |
| Insgesamt                    | 1× Gold · 1× Platin ·                                                  | 310.000  |

### Present Arms
| Land/Region                  | Auszeichnungen für Musikverkäufe (Land/Region, Auszeichnung, Verkäufe) | Verkäufe |
| ---------------------------- | ---------------------------------------------------------------------- | -------- |
| Niederlande (NVPI)           | Gold                                                                   | 50.000   |
| Vereinigtes Königreich (BPI) | Platin                                                                 | 300.000  |
| Insgesamt                    | 1× Gold · 1× Platin ·                                                  | 350.000  |

### UB44
| Land/Region                  | Auszeichnungen für Musikverkäufe (Land/Region, Auszeichnung, Verkäufe) | Verkäufe |
| ---------------------------- | ---------------------------------------------------------------------- | -------- |
| Vereinigtes Königreich (BPI) | Gold                                                                   | 100.000  |
| Insgesamt                    | 1× Gold ·                                                              | 100.000  |

### Labour of Love
| Land/Region                  | Auszeichnungen für Musikverkäufe (Land/Region, Auszeichnung, Verkäufe) | Verkäufe  |
| ---------------------------- | ---------------------------------------------------------------------- | --------- |
| Deutschland (BVMI)           | Gold                                                                   | 250.000   |
| Kanada (MC)                  | Platin                                                                 | 100.000   |
| Neuseeland (RMNZ)            | 3× Platin                                                              | 60.000    |
| Niederlande (NVPI)           | Platin                                                                 | 100.000   |
| Vereinigte Staaten (RIAA)    | Platin                                                                 | 1.000.000 |
| Vereinigtes Königreich (BPI) | 2× Platin                                                              | 600.000   |
| Insgesamt                    | 1× Gold · 8× Platin ·                                                  | 2.120.000 |

### UB40 Live
| Land/Region        | Auszeichnungen für Musikverkäufe (Land/Region, Auszeichnung, Verkäufe) | Verkäufe |
| ------------------ | ---------------------------------------------------------------------- | -------- |
| Niederlande (NVPI) | Gold                                                                   | 50.000   |
| Insgesamt          | 1× Gold ·                                                              | 50.000   |

### Geffery Morgan …
| Land/Region                  | Auszeichnungen für Musikverkäufe (Land/Region, Auszeichnung, Verkäufe) | Verkäufe |
| ---------------------------- | ---------------------------------------------------------------------- | -------- |
| Vereinigtes Königreich (BPI) | Silber                                                                 | 60.000   |
| Insgesamt                    | 1× Silber ·                                                            | 60.000   |

### Baggariddim
| Land/Region                  | Auszeichnungen für Musikverkäufe (Land/Region, Auszeichnung, Verkäufe) | Verkäufe |
| ---------------------------- | ---------------------------------------------------------------------- | -------- |
| Vereinigtes Königreich (BPI) | Gold                                                                   | 100.000  |
| Insgesamt                    | 1× Gold ·                                                              | 100.000  |

### Rat in the Kitchen
| Land/Region                  | Auszeichnungen für Musikverkäufe (Land/Region, Auszeichnung, Verkäufe) | Verkäufe |
| ---------------------------- | ---------------------------------------------------------------------- | -------- |
| Kanada (MC)                  | Gold                                                                   | 50.000   |
| Neuseeland (RMNZ)            | Gold                                                                   | 10.000   |
| Niederlande (NVPI)           | Gold                                                                   | 50.000   |
| Vereinigtes Königreich (BPI) | Gold                                                                   | 100.000  |
| Insgesamt                    | 4× Gold ·                                                              | 210.000  |

### The Best of UB40 – Volume One
| Land/Region                  | Auszeichnungen für Musikverkäufe (Land/Region, Auszeichnung, Verkäufe) | Verkäufe  |
| ---------------------------- | ---------------------------------------------------------------------- | --------- |
| Argentinien (CAPIF)          | Platin                                                                 | 60.000    |
| Australien (ARIA)            | Platin                                                                 | 70.000    |
| Deutschland (BVMI)           | Gold                                                                   | 250.000   |
| Frankreich (SNEP)            | 2× Gold                                                                | 200.000   |
| Neuseeland (RMNZ)            | 9× Platin                                                              | 135.000   |
| Niederlande (NVPI)           | Platin                                                                 | 100.000   |
| Schweden (IFPI)              | Gold                                                                   | 20.000    |
| Vereinigtes Königreich (BPI) | 6× Platin                                                              | 1.800.000 |
| Insgesamt                    | 4× Gold · 18× Platin ·                                                 | 2.635.000 |

### UB40
| Land/Region                  | Auszeichnungen für Musikverkäufe (Land/Region, Auszeichnung, Verkäufe) | Verkäufe |
| ---------------------------- | ---------------------------------------------------------------------- | -------- |
| Neuseeland (RMNZ)            | Gold                                                                   | 10.000   |
| Niederlande (NVPI)           | Gold                                                                   | 50.000   |
| Vereinigtes Königreich (BPI) | Gold                                                                   | 100.000  |
| Insgesamt                    | 3× Gold ·                                                              | 160.000  |

### Labour of Love II
| Land/Region                  | Auszeichnungen für Musikverkäufe (Land/Region, Auszeichnung, Verkäufe) | Verkäufe  |
| ---------------------------- | ---------------------------------------------------------------------- | --------- |
| Australien (ARIA)            | Platin                                                                 | 70.000    |
| Frankreich (SNEP)            | 2× Platin                                                              | 600.000   |
| Kanada (MC)                  | Gold                                                                   | 50.000    |
| Neuseeland (RMNZ)            | 6× Platin                                                              | 120.000   |
| Niederlande (NVPI)           | Platin                                                                 | 100.000   |
| Schweden (IFPI)              | Gold                                                                   | 50.000    |
| Schweiz (IFPI)               | Platin                                                                 | 50.000    |
| Spanien (Promusicae)         | Platin                                                                 | 100.000   |
| Vereinigte Staaten (RIAA)    | Platin                                                                 | 1.000.000 |
| Vereinigtes Königreich (BPI) | 3× Platin                                                              | 900.000   |
| Insgesamt                    | 2× Gold · 16× Platin ·                                                 | 3.040.000 |

### Promises and Lies
| Land/Region                  | Auszeichnungen für Musikverkäufe (Land/Region, Auszeichnung, Verkäufe) | Verkäufe  |
| ---------------------------- | ---------------------------------------------------------------------- | --------- |
| Australien (ARIA)            | Gold                                                                   | 35.000    |
| Deutschland (BVMI)           | Platin                                                                 | 500.000   |
| Frankreich (SNEP)            | Platin                                                                 | 300.000   |
| Kanada (MC)                  | Platin                                                                 | 100.000   |
| Neuseeland (RMNZ)            | 3× Platin                                                              | 45.000    |
| Niederlande (NVPI)           | Platin                                                                 | 100.000   |
| Österreich (IFPI)            | Gold                                                                   | 25.000    |
| Schweden (IFPI)              | Gold                                                                   | 50.000    |
| Schweiz (IFPI)               | Platin                                                                 | 50.000    |
| Spanien (Promusicae)         | 3× Platin                                                              | 300.000   |
| Vereinigte Staaten (RIAA)    | Platin                                                                 | 1.000.000 |
| Vereinigtes Königreich (BPI) | 2× Platin                                                              | 600.000   |
| Insgesamt                    | 3× Gold · 14× Platin ·                                                 | 3.105.000 |

### Labour of Love Vol. I & II
| Land/Region                  | Auszeichnungen für Musikverkäufe (Land/Region, Auszeichnung, Verkäufe) | Verkäufe |
| ---------------------------- | ---------------------------------------------------------------------- | -------- |
| Neuseeland (RMNZ)            | Platin                                                                 | 15.000   |
| Vereinigtes Königreich (BPI) | Gold                                                                   | 100.000  |
| Insgesamt                    | 1× Gold · 1× Platin ·                                                  | 115.000  |

### The Best of UB40 – Volume Two
| Land/Region                  | Auszeichnungen für Musikverkäufe (Land/Region, Auszeichnung, Verkäufe) | Verkäufe |
| ---------------------------- | ---------------------------------------------------------------------- | -------- |
| Neuseeland (RMNZ)            | 3× Platin                                                              | 30.000   |
| Vereinigtes Königreich (BPI) | Platin                                                                 | 300.000  |
| Insgesamt                    | 3× Platin ·                                                            | 330.000  |

### Guns in the Ghetto
| Land/Region                  | Auszeichnungen für Musikverkäufe (Land/Region, Auszeichnung, Verkäufe) | Verkäufe |
| ---------------------------- | ---------------------------------------------------------------------- | -------- |
| Vereinigtes Königreich (BPI) | Silber                                                                 | 60.000   |
| Insgesamt                    | 1× Silber ·                                                            | 60.000   |

### Labour of Love III
| Land/Region                  | Auszeichnungen für Musikverkäufe (Land/Region, Auszeichnung, Verkäufe) | Verkäufe |
| ---------------------------- | ---------------------------------------------------------------------- | -------- |
| Neuseeland (RMNZ)            | Platin                                                                 | 15.000   |
| Vereinigtes Königreich (BPI) | Gold                                                                   | 100.000  |
| Insgesamt                    | 1× Gold · 1× Platin ·                                                  | 115.000  |

### The Very Best of UB40 1980–2000
| Land/Region                  | Auszeichnungen für Musikverkäufe (Land/Region, Auszeichnung, Verkäufe) | Verkäufe    |
| ---------------------------- | ---------------------------------------------------------------------- | ----------- |
| Dänemark (IFPI)              | Gold                                                                   | 25.000      |
| Europa (IFPI)                | Platin                                                                 | (1.000.000) |
| Neuseeland (RMNZ)            | 5× Platin                                                              | 75.000      |
| Niederlande (NVPI)           | Platin                                                                 | 80.000      |
| Vereinigtes Königreich (BPI) | 4× Platin                                                              | 1.200.000   |
| Insgesamt                    | 1× Gold · 11× Platin ·                                                 | 1.380.000   |

### Labour of Love I, II & III (The Platinum Collection)
| Land/Region                  | Auszeichnungen für Musikverkäufe (Land/Region, Auszeichnung, Verkäufe) | Verkäufe |
| ---------------------------- | ---------------------------------------------------------------------- | -------- |
| Neuseeland (RMNZ)            | 3× Platin                                                              | 45.000   |
| Vereinigtes Königreich (BPI) | Platin                                                                 | 300.000  |
| Insgesamt                    | 4× Platin ·                                                            | 345.000  |

### Who You Fighting For?
| Land/Region       | Auszeichnungen für Musikverkäufe (Land/Region, Auszeichnung, Verkäufe) | Verkäufe |
| ----------------- | ---------------------------------------------------------------------- | -------- |
| Neuseeland (RMNZ) | Gold                                                                   | 7.500    |
| Insgesamt         | 1× Gold ·                                                              | 7.500    |

### The Best of UB40 – Volumes 1 & 2
| Land/Region                  | Auszeichnungen für Musikverkäufe (Land/Region, Auszeichnung, Verkäufe) | Verkäufe |
| ---------------------------- | ---------------------------------------------------------------------- | -------- |
| Argentinien (CAPIF)          | Gold                                                                   | 20.000   |
| Vereinigtes Königreich (BPI) | Platin                                                                 | 300.000  |
| Insgesamt                    | 1× Gold · 1× Platin ·                                                  | 320.000  |

### Love Songs
| Land/Region                  | Auszeichnungen für Musikverkäufe (Land/Region, Auszeichnung, Verkäufe) | Verkäufe |
| ---------------------------- | ---------------------------------------------------------------------- | -------- |
| Neuseeland (RMNZ)            | Platin                                                                 | 15.000   |
| Vereinigtes Königreich (BPI) | Gold                                                                   | 100.000  |
| Insgesamt                    | 1× Gold · 1× Platin ·                                                  | 115.000  |

### Best of Labour of Love
| Land/Region                  | Auszeichnungen für Musikverkäufe (Land/Region, Auszeichnung, Verkäufe) | Verkäufe |
| ---------------------------- | ---------------------------------------------------------------------- | -------- |
| Vereinigtes Königreich (BPI) | Gold                                                                   | 100.000  |
| Insgesamt                    | 1× Gold ·                                                              | 100.000  |

### Red Red Wine – The Collection
| Land/Region                  | Auszeichnungen für Musikverkäufe (Land/Region, Auszeichnung, Verkäufe) | Verkäufe |
| ---------------------------- | ---------------------------------------------------------------------- | -------- |
| Vereinigtes Königreich (BPI) | Platin                                                                 | 300.000  |
| Insgesamt                    | 1× Platin ·                                                            | 300.000  |

### Unplugged
| Land/Region                  | Auszeichnungen für Musikverkäufe (Land/Region, Auszeichnung, Verkäufe) | Verkäufe |
| ---------------------------- | ---------------------------------------------------------------------- | -------- |
| Vereinigtes Königreich (BPI) | Gold                                                                   | 100.000  |
| Insgesamt                    | 1× Gold ·                                                              | 100.000  |

### A Real Labour of Love
| Land/Region                  | Auszeichnungen für Musikverkäufe (Land/Region, Auszeichnung, Verkäufe) | Verkäufe |
| ---------------------------- | ---------------------------------------------------------------------- | -------- |
| Vereinigtes Königreich (BPI) | Silber                                                                 | 60.000   |
| Insgesamt                    | 1× Silber ·                                                            | 60.000   |

### Red Red Wine – The Essential
| Land/Region                  | Auszeichnungen für Musikverkäufe (Land/Region, Auszeichnung, Verkäufe) | Verkäufe |
| ---------------------------- | ---------------------------------------------------------------------- | -------- |
| Vereinigtes Königreich (BPI) | Silber                                                                 | 60.000   |
| Insgesamt                    | 1× Silber ·                                                            | 60.000   |

### Essential
| Land/Region                  | Auszeichnungen für Musikverkäufe (Land/Region, Auszeichnung, Verkäufe) | Verkäufe |
| ---------------------------- | ---------------------------------------------------------------------- | -------- |
| Vereinigtes Königreich (BPI) | Silber                                                                 | 60.000   |
| Insgesamt                    | 1× Silber ·                                                            | 60.000   |

## Auszeichnungen nach Singles

### King / Food for Thought
| Land/Region                  | Auszeichnungen für Musikverkäufe (Land/Region, Auszeichnung, Verkäufe) | Verkäufe |
| ---------------------------- | ---------------------------------------------------------------------- | -------- |
| Neuseeland (RMNZ)            | Gold                                                                   | 10.000   |
| Vereinigtes Königreich (BPI) | Silber                                                                 | 250.000  |
| Insgesamt                    | 1× Silber · 1× Gold ·                                                  | 270.000  |

### One in Ten
| Land/Region                  | Auszeichnungen für Musikverkäufe (Land/Region, Auszeichnung, Verkäufe) | Verkäufe |
| ---------------------------- | ---------------------------------------------------------------------- | -------- |
| Vereinigtes Königreich (BPI) | Silber                                                                 | 200.000  |
| Insgesamt                    | 1× Silber ·                                                            | 200.000  |

### Red Red Wine
| Land/Region                  | Auszeichnungen für Musikverkäufe (Land/Region, Auszeichnung, Verkäufe) | Verkäufe  |
| ---------------------------- | ---------------------------------------------------------------------- | --------- |
| Dänemark (IFPI)              | Gold                                                                   | 45.000    |
| Kanada (MC)                  | Gold                                                                   | 50.000    |
| Neuseeland (RMNZ)            | 7× Platin                                                              | 210.000   |
| Niederlande (NVPI)           | Gold                                                                   | 100.000   |
| Spanien (Promusicae)         | Gold                                                                   | 30.000    |
| Vereinigte Staaten (RIAA)    | Gold                                                                   | 500.000   |
| Vereinigtes Königreich (BPI) | 2× Platin                                                              | 1.200.000 |
| Insgesamt                    | 5× Gold · 9× Platin ·                                                  | 2.135.000 |

### Many Rivers to Cross
| Land/Region                  | Auszeichnungen für Musikverkäufe (Land/Region, Auszeichnung, Verkäufe) | Verkäufe |
| ---------------------------- | ---------------------------------------------------------------------- | -------- |
| Vereinigtes Königreich (BPI) | Silber                                                                 | 200.000  |
| Insgesamt                    | 1× Silber ·                                                            | 200.000  |

### Cherry Oh Baby
| Land/Region                  | Auszeichnungen für Musikverkäufe (Land/Region, Auszeichnung, Verkäufe) | Verkäufe |
| ---------------------------- | ---------------------------------------------------------------------- | -------- |
| Vereinigtes Königreich (BPI) | Silber                                                                 | 200.000  |
| Insgesamt                    | 1× Silber ·                                                            | 200.000  |

### I Got You Babe
| Land/Region                  | Auszeichnungen für Musikverkäufe (Land/Region, Auszeichnung, Verkäufe) | Verkäufe |
| ---------------------------- | ---------------------------------------------------------------------- | -------- |
| Neuseeland (RMNZ)            | Platin                                                                 | 30.000   |
| Niederlande (NVPI)           | Gold                                                                   | 100.000  |
| Vereinigtes Königreich (BPI) | Gold                                                                   | 500.000  |
| Insgesamt                    | 2× Gold · 1× Platin ·                                                  | 632.000  |

### Don’t Break My Heart
| Land/Region                  | Auszeichnungen für Musikverkäufe (Land/Region, Auszeichnung, Verkäufe) | Verkäufe |
| ---------------------------- | ---------------------------------------------------------------------- | -------- |
| Vereinigtes Königreich (BPI) | Silber                                                                 | 250.000  |
| Insgesamt                    | 1× Silber ·                                                            | 250.000  |

### Rat In Mi Kitchen
| Land/Region                  | Auszeichnungen für Musikverkäufe (Land/Region, Auszeichnung, Verkäufe) | Verkäufe |
| ---------------------------- | ---------------------------------------------------------------------- | -------- |
| Vereinigtes Königreich (BPI) | Silber                                                                 | 200.000  |
| Insgesamt                    | 1× Silber ·                                                            | 200.000  |

### Homely Girl
| Land/Region                  | Auszeichnungen für Musikverkäufe (Land/Region, Auszeichnung, Verkäufe) | Verkäufe |
| ---------------------------- | ---------------------------------------------------------------------- | -------- |
| Frankreich (SNEP)            | Silber                                                                 | 125.000  |
| Neuseeland (RMNZ)            | 2× Platin                                                              | 60.000   |
| Vereinigtes Königreich (BPI) | Silber                                                                 | 200.000  |
| Insgesamt                    | 2× Silber · 2× Platin ·                                                | 385.000  |

### Here I Am (Come and Take Me)
| Land/Region       | Auszeichnungen für Musikverkäufe (Land/Region, Auszeichnung, Verkäufe) | Verkäufe |
| ----------------- | ---------------------------------------------------------------------- | -------- |
| Australien (ARIA) | Gold                                                                   | 35.000   |
| Neuseeland (RMNZ) | Platin                                                                 | 30.000   |
| Insgesamt         | 1× Gold · 1× Platin ·                                                  | 65.000   |

### Sing our own Song
| Land/Region        | Auszeichnungen für Musikverkäufe (Land/Region, Auszeichnung, Verkäufe) | Verkäufe |
| ------------------ | ---------------------------------------------------------------------- | -------- |
| Niederlande (NVPI) | Gold                                                                   | 75.000   |
| Insgesamt          | 1× Gold ·                                                              | 75.000   |

### Kingston Town
| Land/Region                  | Auszeichnungen für Musikverkäufe (Land/Region, Auszeichnung, Verkäufe) | Verkäufe  |
| ---------------------------- | ---------------------------------------------------------------------- | --------- |
| Australien (ARIA)            | Gold                                                                   | 35.000    |
| Deutschland (BVMI)           | Gold                                                                   | 250.000   |
| Frankreich (SNEP)            | Gold                                                                   | 250.000   |
| Neuseeland (RMNZ)            | 3× Platin                                                              | 90.000    |
| Vereinigtes Königreich (BPI) | Platin                                                                 | 600.000   |
| Insgesamt                    | 3× Gold · 4× Platin ·                                                  | 1.225.000 |

### The Way You Do the Things You Do
| Land/Region               | Auszeichnungen für Musikverkäufe (Land/Region, Auszeichnung, Verkäufe) | Verkäufe |
| ------------------------- | ---------------------------------------------------------------------- | -------- |
| Frankreich (SNEP)         | Silber                                                                 | 125.000  |
| Neuseeland (RMNZ)         | 2× Platin                                                              | 60.000   |
| Vereinigte Staaten (RIAA) | Gold                                                                   | 500.000  |
| Insgesamt                 | 1× Silber · 1× Gold · 2× Platin ·                                      | 685.000  |

### I’ll Be Your Baby Tonight
| Land/Region       | Auszeichnungen für Musikverkäufe (Land/Region, Auszeichnung, Verkäufe) | Verkäufe |
| ----------------- | ---------------------------------------------------------------------- | -------- |
| Neuseeland (RMNZ) | Gold                                                                   | 5.000    |
| Insgesamt         | 1× Gold ·                                                              | 5.000    |

### (I Can’t Help) Falling in Love with You
| Land/Region                  | Auszeichnungen für Musikverkäufe (Land/Region, Auszeichnung, Verkäufe) | Verkäufe  |
| ---------------------------- | ---------------------------------------------------------------------- | --------- |
| Australien (ARIA)            | 2× Platin                                                              | 140.000   |
| Deutschland (BVMI)           | Platin                                                                 | 500.000   |
| Frankreich (SNEP)            | Silber                                                                 | 125.000   |
| Japan (RIAJ)                 | Gold                                                                   | 50.000    |
| Neuseeland (RMNZ)            | 2× Platin                                                              | 60.000    |
| Österreich (IFPI)            | Gold                                                                   | 25.000    |
| Spanien (Promusicae)         | Gold                                                                   | 30.000    |
| Vereinigte Staaten (RIAA)    | Platin                                                                 | 1.000.000 |
| Vereinigtes Königreich (BPI) | Platin                                                                 | 600.000   |
| Insgesamt                    | 1× Silber · 3× Gold · 7× Platin ·                                      | 2.530.000 |

### Cover Up
| Land/Region       | Auszeichnungen für Musikverkäufe (Land/Region, Auszeichnung, Verkäufe) | Verkäufe |
| ----------------- | ---------------------------------------------------------------------- | -------- |
| Frankreich (SNEP) | Gold                                                                   | 250.000  |
| Insgesamt         | 1× Gold ·                                                              | 250.000  |

## Auszeichnungen nach Videoalben

### The Collection
| Land/Region                  | Auszeichnungen für Musikverkäufe (Land/Region, Auszeichnung, Verkäufe) | Verkäufe |
| ---------------------------- | ---------------------------------------------------------------------- | -------- |
| Neuseeland (RMNZ)            | Platin                                                                 | 5.000    |
| Vereinigtes Königreich (BPI) | Gold                                                                   | 25.000   |
| Insgesamt                    | 1× Gold · 1× Platin ·                                                  | 30.000   |

### Homegrown in Holland
| Land/Region        | Auszeichnungen für Musikverkäufe (Land/Region, Auszeichnung, Verkäufe) | Verkäufe |
| ------------------ | ---------------------------------------------------------------------- | -------- |
| Neuseeland (RMNZ)  | Gold                                                                   | 2.500    |
| Niederlande (NVPI) | Gold                                                                   | 40.000   |
| Insgesamt          | 2× Gold ·                                                              | 42.500   |

### Live at Montreux 2002
| Land/Region       | Auszeichnungen für Musikverkäufe (Land/Region, Auszeichnung, Verkäufe) | Verkäufe |
| ----------------- | ---------------------------------------------------------------------- | -------- |
| Neuseeland (RMNZ) | Gold                                                                   | 2.500    |
| Insgesamt         | 1× Gold ·                                                              | 2.500    |

## Statistik und Quellen
| Land/RegionAuszeichnungen für Musikverkäufe (Land/Region, Auszeichnungen, Verkäufe, Quellen) | Silber       | Gold       | Platin         | Verkäufe   | Quellen                           |
| -------------------------------------------------------------------------------------------- | ------------ | ---------- | -------------- | ---------- | --------------------------------- |
| Argentinien (CAPIF)                                                                          | —            | Gold1      | Platin1        | 60.000     | capif.org.ar                      |
| Australien (ARIA)                                                                            | —            | 3× Gold3   | 4× Platin4     | 385.000    | aria.com.au                       |
| Dänemark (IFPI)                                                                              | —            | 2× Gold2   | —              | 70.000     | ifpi.dk                           |
| Deutschland (BVMI)                                                                           | —            | 3× Gold3   | 2× Platin2     | 1.750.000  | musikindustrie.de                 |
| Europa (IFPI)                                                                                | —            | —          | Platin1        | 1.000.000  | ifpi.org                          |
| Frankreich (SNEP)                                                                            | 3× Silber3   | 4× Gold4   | 3× Platin3     | 1.975.000  | infodisc.fr snepmusique.com       |
| Japan (RIAJ)                                                                                 | —            | Gold1      | —              | 50.000     | riaj.or.jp                        |
| Kanada (MC)                                                                                  | —            | 3× Gold3   | 2× Platin2     | 350.000    | musiccanada.com                   |
| Neuseeland (RMNZ)                                                                            | —            | 8× Gold8   | 53× Platin53   | 1.177.500  | aotearoamusiccharts.co.nz NZ2 NZ3 |
| Niederlande (NVPI)                                                                           | —            | 8× Gold8   | 5× Platin5     | 995.000    | nvpi.nl                           |
| Österreich (IFPI)                                                                            | —            | 2× Gold2   | —              | 50.000     | ifpi.at                           |
| Schweden (IFPI)                                                                              | —            | 3× Gold3   | —              | 120.000    | sverigetopplistan.se              |
| Schweiz (IFPI)                                                                               | —            | —          | 2× Platin2     | 100.000    | hitparade.ch                      |
| Spanien (Promusicae)                                                                         | —            | 2× Gold2   | 4× Platin4     | 460.000    | elportaldemusica.es mediafire.com |
| Vereinigte Staaten (RIAA)                                                                    | —            | 2× Gold2   | 4× Platin4     | 5.000.000  | riaa.com                          |
| Vereinigtes Königreich (BPI)                                                                 | 12× Silber12 | 11× Gold11 | 27× Platin27   | 12.505.000 | bpi.co.uk                         |
| Insgesamt                                                                                    | 15× Silber15 | 53× Gold53 | 108× Platin108 |            |                                   |